# 제4회 대한민국국제청소년영화제
제4회 대한민국국제청소년영화제는 2004년 10월 9일에 열린 시상식이다.

## 수상 및 후보

### 단체상 - 대상
- 별이 잠드는 방 - 최서희 외1명 수상
- 에스페란토 - 오자초 수상

### 단체상 - 금상
- 네 멋대로 해라 - 이재환 수상
- 뛰는게 좋아 - 변정욱 수상

### 단체상 - 은상
- 플레이버튼 - 권혁재 수상
- 무지개를 팝니다 - 박지예 수상
- 원고지 - 이원회 수상
- The cage - 장재운 수상

### 단체상 - 동상
- 내동생 - 전수연 수상
- 낯선 소리 - 조은성 수상
- 메멘토 모리 - 이돈섭 수상
- 바람처럼 - 김동한 수상
- 그늘 - 차봉주 수상
- 모기 - 정하린 수상

### 단체상 - 장려상
- 전학생 - 한완수 수상
- 그들에게 필요한 것은 - 안제규 수상
- 무인도 - 신정은 외1명 수상
- 되어라? - 유정아 수상
- 아웃사이더 - 전성희 수상
- 교차로 - 박대종 수상
- 극단적 하루 - 고기찬 수상
- 잠에서 깨어나다 - 최연희 외1명 수상
- 올드 구두 - 유미나 외1명 수상
- 익스트림 보이즈 - 황은숙 수상
- 사면초가 - 김민용 수상
- 시선의 사다리 - 권세안 수상
- 그림자 - 최경현 수상
- 선화요 - 홍김은미 외1명 수상
- 차갑고 좁은 - 강규헌 수상
- V - 박준규 수상
- 지울 수 없는 기억 - 우승진 수상
- 되면 한다 - 최원섭 수상
- Happy pierrot - 황정우 수상
- 리턴투파라다이스 - 한대현 수상

### 작품상 - 입선
- 인형 - 최영주 수상
- I can fly - 이유진 수상
- 꿈꾸는 그림자 - 장윤랑 수상
- Litmus - 김형주 수상
- 검은 머리 파뿌리 될 때 - 김혜진 수상
- 사랑은 남자랑만 해야돼? - inky 수상
- 광산 - 한재현 수상
- 다시 생각하자면… - 김범수 외1명 수상
- 무서운 이웃 - 오지혜 수상
- 기약 - 이동수 수상
- 정신변자 - 양혜은 외1명 수상
- 사과 - 이지홍 수상
- 냉전 - 정광근 수상
- 잠자와 그레테 - 이연철 수상
- The flow - 정운하 수상
- Subway - 이성근 수상

### 연기상
- Memeto mori - 최서희 수상
- 아웃사이더 - 박현하 수상

### 지도교사상
- 금보상 수상
- 오창학 수상